# Joakim Lindberg
Joakim Lindberg (21 de agosto de 1993) es un deportista sueco que compite en piragüismo en la modalidad de aguas tranquilas. Ganó tres medallas en el Campeonato Mundial de Piragüismo, en los años 2022 y 2024.

## Palmarés internacional
| Campeonato Mundial | Campeonato Mundial      | Campeonato Mundial | Campeonato Mundial |
| Año                | Lugar                   | Medalla            | Competición        |
| ------------------ | ----------------------- | ------------------ | ------------------ |
| 2022               | Halifax (Canadá)        | Medalla de oro     | K1 5000 m          |
| 2024               | Samarcanda (Uzbekistán) | Medalla de plata   | K2 1000 m          |
| 2024               | Samarcanda (Uzbekistán) | Medalla de bronce  | K1 5000 m          |